# Štefanov
Štefanov je naseljeno mjesto u okrugu Senica, Trnavský kraj, Slovačka. Naselje je 14 km udaljeno od Senice, glavnog grada okruga.

## Stanovništvo
| Godina:     | 1993. | 2003.   | 2013.   | 2023.   |
| ----------- | ----- | ------- | ------- | ------- |
| Broj ljudi: | 1636  | 1616    | 1677    | 1589    |
| Razlika:    |       | -1,22 % | +3,77 % | -5,24 % |

| Godina:     | 2022. | 2023.   |
| ----------- | ----- | ------- |
| Broj ljudi: | 1618  | 1589    |
| Razlika:    |       | -1,79 % |

Prema podacima o broju stanovnika iz 2023. godine naselje je imalo 1589 stanovnika.

## Vanjske poveznice
- Službena stranica naselja (sl.)
- Krajevi i okruzi u Slovačkoj  Arhivirana inačica izvorne stranice od 8. veljače 2010. (Wayback Machine) (sl.)